# Adolf Mussafia

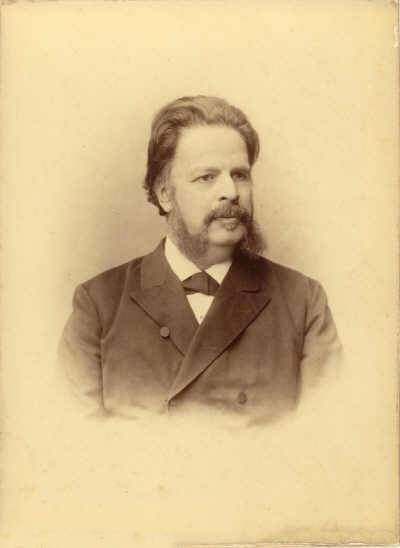
Adolf Mussafia, Fotografie von Rudolf Krziwanek

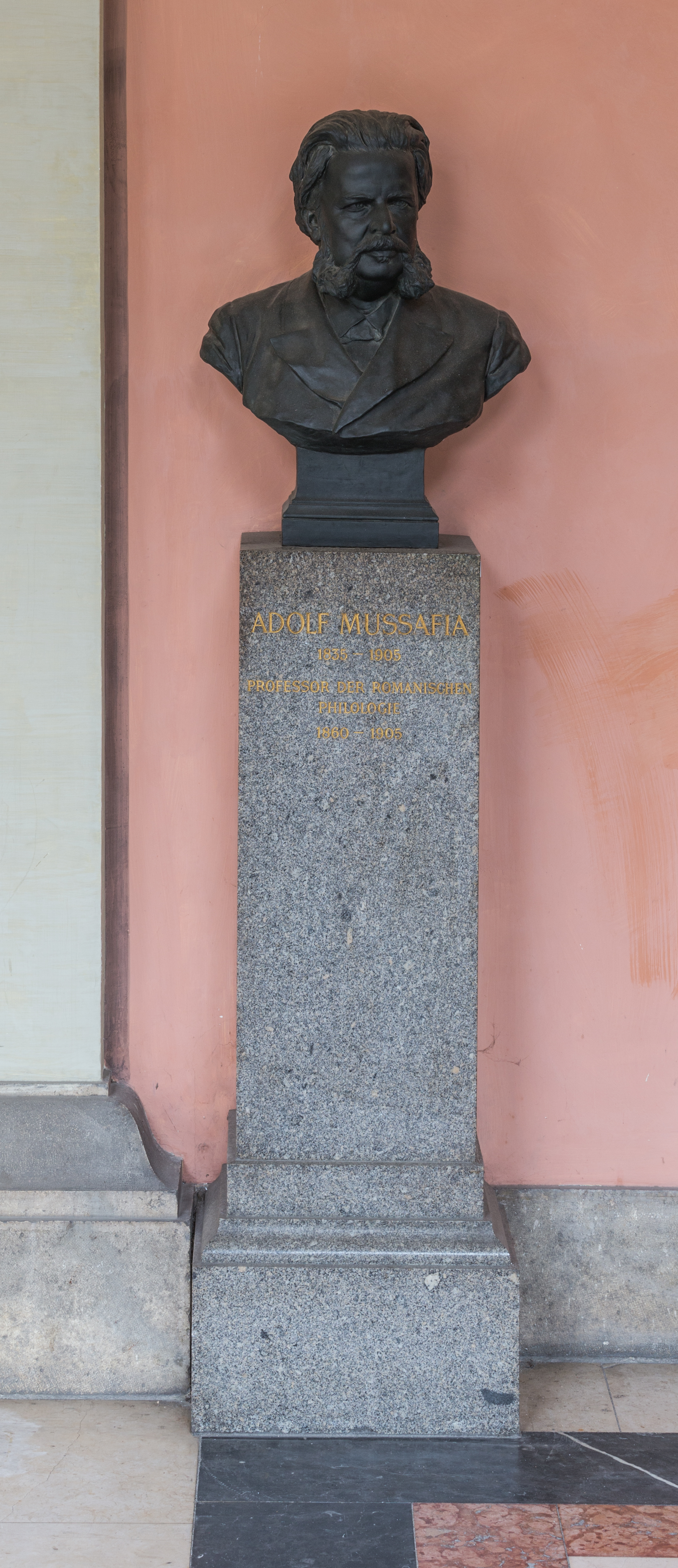
Büste von Adolf Mussafia im Arkadenhof der Universität Wien

Adolf Mussafia (* 15. Februar 1835 in Split als Adolfo Mussafia; † 7. Juni 1905 in Florenz) war ein österreichischer Romanist italienischer Herkunft, der die Romanistik an der Universität Wien begründete.

## Leben und Werk
Adolfo Mussafia entstammte einer sephardischen Rabbinerfamilie aus Dalmatien. Sein Vater war der Rabbiner Jacob (Johann) Amadeo Mussafia († 1854), Autor mehrerer Studien über jüdische Theologie, und seine Mutter Rachele Levi, genannt Nina aus Sarajevo.
Er kam als Siebzehnjähriger zum Medizinstudium nach Wien. Hier studierte er dieses Fach von 1852 bis 1854. Mussafia war dann aber bald als Italienischlehrer und Repetitor der Lehramtskandidaten tätig und ab dem Jahre 1857 (bis 1876) an der Hofbibliothek angestellt. Zu dieser Zeit, am 28. September 1855, konvertierte er zum katholischen Glauben. Dank seiner großen Begabung und rastlosen Forschertätigkeit in der romanischen Philologie – ohne jedes reguläre sprachwissenschaftliche Studium – wurde er im Jahre 1860 gleichsam per Erlass vom k. u. k. Unterrichtsministerium, das seine Fähigkeiten erkannte, zum außerordentlichen Professor der romanischen Sprachen und Literaturen ernannt – übrigens dem ersten seiner Art in Wien –, dann 1867 zum ordentlichen Professor und 1869 – zur Verbrämung seiner offiziellen Ungeprüftheit – zum Ehrendoktor der Universität Wien. In Bonn hatte der Vierunddreißigährige die Gelegenheit zu einer Begegnung mit dem vierzig Jahre älteren Friedrich Diez, der seine Schriften sehr schätzte: Er soll sehr erstaunt über die Jugendlichkeit seines wissenschaftlichen Gegenübers gewesen sein.

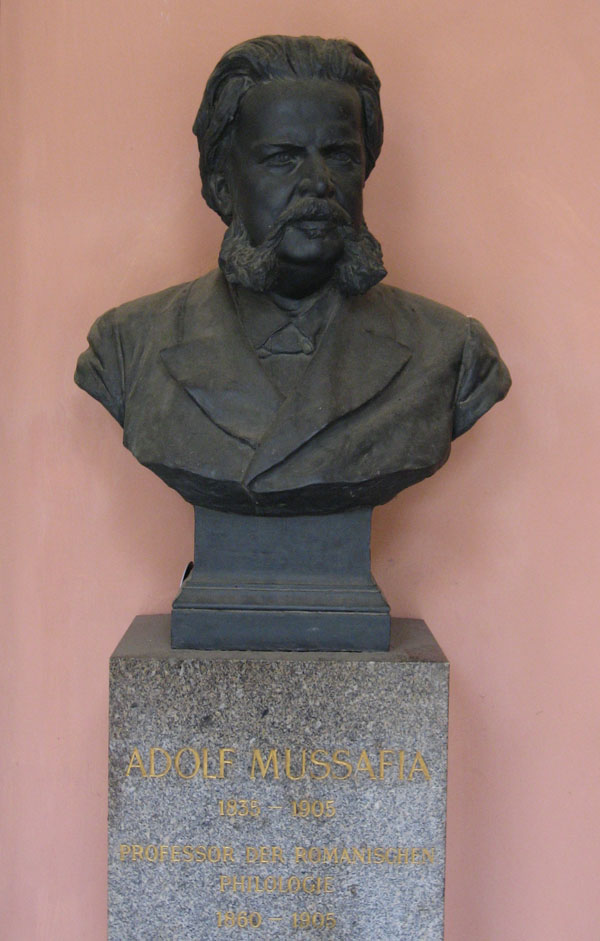
Adolf Mussafia, Büste, geschaffen 1910–1912 von Caspar von Zumbusch, im Arkadenhof des Hauptgebäudes der Universität Wien

Mussafia war ab 1865 im Vorstand der Deutschen Dante-Gesellschaft, ab 1866 war er korrespondierendes, ab 1871 Vollmitglied der Wiener Akademie der Wissenschaften, ab 1901 Mitglied des Herrenhauses und ab 1900 korrespondierendes Mitglied der Preußischen Akademie der Wissenschaften. Rufe nach Straßburg im Jahre 1872 und Florenz lehnte er ab. Der später von ihm vorgeschlagene Tausch mit Hugo Schuchardt in Graz kam nicht zustande. Mussafia gründete 1870 das Wiener Seminar für Französisch und Englisch (1891 getrennt) und holte sich 1890 Wilhelm Meyer-Lübke als Kollegen.

„Mussafias wissenschaftliche Interessen galten der Textedition, der Quellenforschung und der Motivgeschichte, jeweils im Bereich des Mittelalters. Er bewegte sich dabei auf den Gebieten des Altitalienischen, des Altfranzösischen, des Altprovenzalischen und des Altspanischen, mit einer eindeutigen Vorliebe für altitalienische, speziell altoberitalienische Texte, die dialektale Elemente enthalten oder franko-italienischen Charakter haben.“

Bei Mussafia habilitierten sich: Wendelin Foerster, Wolfram Zingerle, Antonio Ive, Matthias Friedwagner und Jan Urban Jarník.
- Im Arkadenhof der Wiener Universität – der Ruhmeshalle der Universität – steht seit 1917 eine Büste Mussafias, geschaffen von Caspar von Zumbusch. Im Rahmen von „Säuberungen“ durch die Nationalsozialisten Anfang November 1938 wurden zehn Skulpturen jüdischer oder vermeintlich jüdischer Professoren im Arkadenhof im Zusammenhang der „Langemarck-Feier“ umgestürzt oder mit Farbe beschmiert. Bereits zu diesem Zeitpunkt hatte der kommissarische Rektor Fritz Knoll eine Überprüfung der Arkadenhof-Plastiken veranlasst; auf seine Weisung hin wurden fünfzehn Monumente entfernt und in ein Depot gelagert, darunter diejenige von Adolf Mussafia.[3] Nach Kriegsende wurden im Jahr 1947 alle beschädigten und entfernten Denkmäler wieder im Arkadenhof aufgestellt.

Sein Grab liegt in Florenz auf dem Cimitero degli Ingles.
Zusammen mit Adolf Tobler hat er das Tobler-Mussafia-Gesetz formuliert, das besagt, dass in den romanischen Sprachen ein unbetontes Element einen Satz nicht eröffnen darf.

## Werke (Auswahl)
- Italienische Sprachlehre in Regeln und Beispielen. Wien 1860, 32. Auflage 1925, dann unter dem Titel Der neue Mussafia, Wien 1935, 11. Auflage 1962, dann u. d. T. Der neueste Mussafia, Wien 1981, 15. Auflage 1999. (Digitalisat der Ausg. 1873)
- Scritti di filologia e linguistica, hrsg. von Antonio Daniele e Lorenzo Renzi, Padua 1983
- Beiträge zur Kunde der norditalienischen Mundarten im XV. Jahrhundert. 1873
- Die österreichisch-ungarische Monarchie in Wort und Bild. Band Dalmatien, Wien 1892
- Bausteine zur romanischen Philologie. Festgabe, Halle 1905.
- Monumenti antichi di dialetti italiani. Vienna (Wien) 1864
- Sul testo della Divina Commedia. Vienna (Wien) 1865
- Über die Quelle der altspanischen „Vida de S. Maria Egipciaca“. Wien 1863